# آصف شوكت
آصف شوكت (15 يناير 1950 - 18 يوليو 2012)، سياسي وضابط عسكري سوري، شغل منصب مدير الاستخبارات العسكرية (إحدى أقوى الأجهزة الأمنية في سوريا). رُقي إلى رتبة عميد في يوليو 2009 وأصبح نائبًا لرئيس الأركان، ثم عين نائبًا لوزير الدفاع في أغسطس 2011 واستمر في المنصب حتى مقتله في يوليو 2012. وهو صهر الرئيس السوري السابق بشار الأسد بزواجه من شقيقة بشار الكبرى بشرى.
كان آصف شوكت شخصية أمنية بارزة في سوريا، حيث كان يعتمد عليه الرئيس الأسبق حافظ الأسد في العديد من المهام، أبرزها حماية ابنته بشرى الأسد التي تزوجها لاحقًا. ورغم معارضة باسل الأسد (شقيق بشرى) لهذا الزواج، إلا أن آصف وبشرى تزوجا في 1995 بعد مقتل باسل في حادث سير. في 2011، فرضت عليه كل من الولايات المتحدة والاتحاد الأوروبي عقوبات اقتصادية بسبب اتهامه بقمع المظاهرات المطالبة بالديمقراطية في سوريا.
انتشرت شائعات حول مقتله مسمومًا في مايو 2012، ولكن لم يتم التأكد من صحتها بعد النفي الرسمي. وفي 18 يوليو 2012 قُتل آصف وثلاثة مسؤولين حكوميين سوريين كبار آخرين في دمشق خلال هجوم بالقنابل على مبنى الأمن القومي السوري تبناه الجيش السوري الحر، وهو تحالف من الجماعات السورية المعارضة. كان آصف المشتبه به الرئيسي في الهجوم الإرهابي في بيروت الذي أودى بحياة رئيس الوزراء اللبناني رفيق الحريري في 14 فبراير 2005. فرضت وزارة الخزانة الأمريكية عقوبات على آصف في عام 2006 لتدبيره عملية الاغتيال، ووصفته بأنه "مهندس رئيسي" للاحتلال السوري للبنان.

## النشأة والتعليم
وُلد آصف شوكت لأسرة سنية المذهب في بانياس في سوريا يوم 15 كانون الثاني/يناير 1950. نشأ وترعرع في حيّ متواضع، ثم درس القانون والتاريخ في جامعة دمشق قبل أن ينضم إلى القوات البرية العربية السورية في أواخر 1970. التقى آصف ببشرى خلال هذه الفترة فتزوّج بها وأنجب منها خمسة أطفال.

## المسيرة العسكرية
بعد انضمامه إلى الجيش، بدأَ شوكت بنيل الترقيات والرتب حيث عُيّن كضابط عام 1982 في سرايا الدفاع وهي قوة شبه عسكرية كان يرأسها رفعت الأسد شقيق الرئيس السوري الأسبق حافظ الأسد. وكانت هي قوة الدفاع المسؤولة عن اخماد الانتفاضة الإسلامية في مدينة حماة.
في عام 1983، بعد أن تعرض حافظ الأسد لأزمة قلبية، حينها قرّر شوكت تشكيل مجلس إدارة من ست رجال لتولي زمام السلطة في البلاد في حالة غياب حافظ الاسد، ولم يكن رفعت الأسد من بينهم. تسبب غياب حافظ الأسد الطويل في احتشاد مؤيدي رفعت الأسد حوله، وفي عام 1984 حاول رفعت السيطرة على دمشق وكادت الأمور أن تصل إلى حرب أهلية، لكن خفت حدة التوترات عندما خاطب حافظ الأسد الشعب ثُم انهارت محاولة الانقلاب. بقي شوكت وفيًا لحافظ الأسد طوال هذه الفترة، وتمت مكافأته بترقيته إلى عقيد وذلك بسبب ولائه له.

## الزواج من بشرى الأسد
في وقت مبكر من عام 1980، قابلَ شوكت بشرى الأسد)المولود الأول لحافط الاسد) التي كانت في ذلك الوقت تدرسُ الصيدلة في جامعة دمشق. لم يكن الطريق سهل أمام آصف بخصوص مسألة الزواج من بشرى حيث لم تكن علاقته جيدة بباسل الأسد شقيق بشرى الأصغر والذي رفض هذا الزواج بالأساس لعدة أسباب بما في ذلك أنه كان يكبرها بعشر سنوات كما أنه أب مطلق ويأتي من خلفية متواضعة. عمل باسل على الزج بشوكت في السجن لفترة وجيزة عام 1993. لم يُعرف سبب هذا الاعتقال لكن الغالبية رجّحت ذلك بسبب رغبة آصف في الزواج من بشرى.
تُوفي باسل في كانون الثاني/يناير 1994 في حادث سيارة وبعد عام واحد من ذلك هربت بشرى مع شوكت. تزوّج الثنائي على الرغم من فشلهما في الحصول على مباركة الوالد حافظ الأسد. تقبل حافظ الأسد آصف شوكت في العائلة، وسرعان ما تمت ترقية شوكت إلى رتبة لواء. أنجبَا خمسة أطفال وهم: بشرى، ماهر، باسل، نايا وأنيسة.
بعد زواجه من بُشرى الأسد، توطدت العلاقة بين آصف شوكت وبشار الأسد الذي كان قد عاد للتو من لندن بعد وفاة أخيه باسل لإعداده كخليفة لوالده. لكن العلاقة أيضا لم تكن جيدة مع بشرى والشقيق الأصغر لبشار ماهر الأسد وذلك بسبب عددٍ من الملفات.

## الحياة السياسية
بعدما أَصبحَ بشار الأسد رئيس سوريا في حزيران/يونيو من العام 2000 وذلك بعد وفاة والده حافظ الأسد، بات شوكت يُعتبر على نطاق واسع من أرفع الشخصيات في سوريا. تم تعيين شوكت في عام 2001 في منصب نائب مدير الاستخبارات العسكرية وهي واحدة من أهم فروع أجهزة المخابرات السورية. ركّز في عمله على التنسيق مع الجماعات الفلسطينية وحركات المقاومة مثل حماس والجهاد الإسلامي كما لعب دورًا مهمًا في الوصاية السورية على لبنان. بعد هجمات 11 سبتمبر 2001، عمل على ربط الاتصال بباقي أجهزة الاستخبارات العالمية مثل استخبارات في الولايات المتحدة وأوروبا وغيرها وذلك للاطلاع على كل التفاصيل.
تمت ترقية شوكت بحلول شهر شباط/فبراير 2005 إلى مدير شعبة الاستخبارات العسكرية خلفًا لحسن خليل. قبل وقت قصير من الإعلان الرسمي عن ذلك تم اغتيال رئيس الوزراء اللبناني السابق رفيق الحريري في انفجار سيارة مفخخة في بيروت في 14 شباط/فبراير 2005. أظهرت فيما بعد تحقيقات الأمم المتحدة أن العبوة المُستعملة في التفجير تُظهر تورط شوكت في تلك المؤامرة. زادت شخصية آصف إثارة للجدل بعدما جمّدت الولايات المتحدة عام 2006 كل أصوله بسبب نشاطاته الخارجية في بلدان أخرى. توّرطَ كذلك في اغتيال عماد مغنية في دمشق يوم 12 شباط/فبراير 2008. تم بحلول تموز/يوليو 2009 إقالة آصف من منصب رئيس الاستخبارات العسكرية، وبالتالي تم تخليص النظام السوري من المشتبه به الرئيسي في التحقيق الدولي حول اغتيال الحريري. حافظَ على رتبته كلواء وعُين في منصب نائب رئيس أركان القوات المسلحة.
بقي في هذا المنصب حتى أيلول/سبتمبر 2011 عندما تم تعيينه كنائب لوزير الدفاع داود راجحة وذلك بعد تعيين هذا الأخير على رأس وزارة الدفاع. أصبح شوكت شيئا فشيئا شخصية مُهمة في وزارة الدفاع على الرغم من أن الجيش كان بحكم الأمر الواقع تحت سيطرة ماهر الأسد شقيق الرئيس.

## الثورة السورية
كان آصف شوكت (جنبًا إلى جنب مع الرئيس بشار الأسد وشقيقه ماهر الأسد) أحد أبرز القادة المسؤولين عن مواجهة المعارضة السورية خلال المراحل الأولى من الثورة السورية التي اندلعت في مارس/آذار 2011.
ساهم شوكت في تشكيل لجنة عسكرية ضمت كلاً من الرئيس بشار الأسد، داود راجحة، هشام اختيار، مستشار الأمن علي مملوك، وعبد الفتاح قدسية، الذي كان يشغل منصب رئيس الاستخبارات العسكرية. كانت مهمة اللجنة بحث الأوضاع الأمنية والسياسية في سوريا واتخاذ قرارات مصيرية تتعلق بالدولة والشعب.
بحلول مايو/أيار 2012، زعم أحد أعضاء الجيش السوري الحر في دمشق أنه سمم ثمانية أعضاء من وحدة الأزمة العسكرية التي أنشأها بشار الأسد، من بينهم آصف شوكت. كما أشار إلى احتمالية وفاة شوكت نتيجة لهذا التسمم، لكن هذه الادعاءات لم تُؤكد رسميًا في حينها.

## الوفاة والجنازة
في 18 يوليو/تموز 2012، شارك آصف شوكت في اجتماع وحدة الأزمة العسكرية بمقر مجلس الأمن القومي في حي الروضة بدمشق. خلال الاجتماع، وقع تفجير استهدف المجمع، ما أدى إلى مقتل شوكت إلى جانب داود راجحة وزير الدفاع وحسن توركماني وزير الدفاع السابق ومستشار عسكري، بينما نجا نائب الرئيس السوري فاروق الشرع من الهجوم.
أعلن التلفزيون الرسمي السوري أن الحكومة ستقيم جنازة شرفية للضحايا في قبر الجندي المجهول بدمشق يوم 20 يوليو/تموز 2012. ومع ذلك، غاب الرئيس بشار الأسد وشقيقه ماهر الأسد عن الجنازة، واقتصر تمثيل الرئيس على إرسال نائبه فاروق الشرع.
دفن آصف شوكت في محافظة طرطوس، حضرت جنازته زوجته بشرى الأسد  ووالدتها أنيسة مخلوف أرملة الرئيس الراحل حافظ الأسد. في الوقت نفسه، قدم الرئيس العراقي جلال طالباني تعازيه إلى بشرى الأسد تعبيرًا عن حزنه لوفاة شوكت.